# Marrano

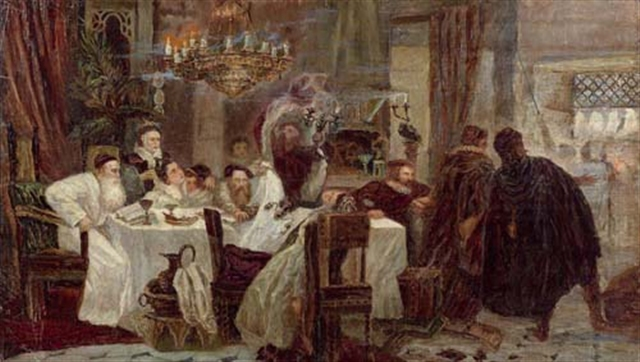
Marranos. Pintura de Moshe Maimon (1893) retrata o Sêder de Pessach realizado secretamente em Espanha, à época da Inquisição.

B'nei anussim (em tradução literal, "filhos dos forçados") ou Marrano são expressões hebraicas que designam os descendentes de judeus convertidos compulsoriamente a outras religiões (anusim), sobretudo cristianismo e islamismo. Mais especificamente, costumam se referir aos descendentes dos judeus sefarditas portugueses e espanhóis que foram obrigados a abandonar a Lei judaica e a converterem-se ao cristianismo, contra a sua vontade, para escapar às perseguições movidas pela Inquisição.
Muitos marranos dos reinos cristãos da Península Ibérica cripto-judaizavam, ou seja, continuavam a  observar clandestinamente seus antigos costumes e sua religião anterior.

## Origem da palavra
Segundo a opinião do historiador Cecil Roth, a palavra marrano seria um velho vocábulo espanhol ou português que remontaria ao início da Idade Média e significaria "suíno"(porco), também se constata que ainda no presente em algumas regiões de Portugal se define uma porca nova de "marrã", especialmente no Alentejo. Outra tese defende que se aplicava aos recém-convertidos (judeus e mouros) que poderia ter sido, a princípio, uma referência irônica ou sádica à aversão dos judeus e muçulmanos à carne de porco. Posteriormente, ainda segundo essa tese, a palavra ganharia um sentido pejorativo que se difundiu durante o século XVI,  na maioria das línguas da Europa Ocidental. Segundo essa opinião de Cecil Roth, outras hipóteses acerca da etimologia da palavra, tais como uma possível origem hebraica (de mar anuss: 'convertido à força') seriam fantasiosas. Para o autor, o fato de que o termo fosse, praticamente, desconhecido pelos judeus indicaria que a palavra não se originara entre eles.
Ao contrário das teses de Cecil Roth, há, no entanto, no presente, uma certa unânimidade, entre vários estudiosos do Judaísmo e do Marranismo, de que o termo «marrano» provém mesmo de «mar anuss» e que foi sempre utilizado, nas comunidades cripto-judaicas de Portugal e Espanha, bem como na Europa. «Mar anuss» significa, simplesmente, «homem convertido à força», em que a partícula «mar» (que significa 'homem') é caldaica ou aramaica (línguas similares ao hebraico) e «anuss» significa «forçado». «Marrano» é um termo para referir alguém que foi baptizado pela Igreja Católica e socializado nos rituais da Igreja Católica e que, em termos públicos, se apresentava, à sociedade, como católico-romano, mas cuja verdadeira fé era, na realidade, judaica, adoptando mesmo, em termos privados, algumas práticas do Judaísmo e, sobretudo, em termos de orientação pessoal e cívica, os valores e a cosmovisão do Judaísmo e da Halakhá, reveladas na Torá. «Marrano» é um decalque fonético aportuguesado que, por um mero acaso, no português corrente, coincide com um dos termos regionais para suíno (porco), mas que não se relaciona, em nada, com uma noção pejorativa nem se refere à descrição de um animal, porque se trata apenas de um decalque fonético aportuguesado a partir da junção de duas palavras: uma caldaica ou aramaica e outra hebraica: «mar anuss», ou seja «homem convertido à força».

### Anusim
Anusim ou anussim (em hebraico: אֲנוּסִים, pronunciado [anuˈsim]; em português, "forçados"; masculino singular: anus, em hebraico: אָנוּס ; feminino singular, anusá, em hebraico: אָנוּסה) é o termo legal rabínico aplicado a qualquer judeu que foi forçado a abandonar o judaísmo, sem referência refere a um período histórico particular.

## História
Historicamente, no Brasil, os B'nei Anusim são encontrados desde o século XVI, principalmente em áreas de colonização mais antiga - como a região Nordeste e Minas Gerais.
Especialmente entre os séculos XV e XVII, o vocábulo foi aplicado, de forma extensiva e com sentido pejorativo, a todos os judeus que haviam sido obrigados a se converter ao Catolicismo Romano, bem como aos seus descendentes, contendo implícita a insinuação de cristianismo fingido ou de criptojudaísmo.
Contemporaneamente, o termo marrano foi incorporado pela historiografia internacional e também ao léxico de outros idiomas (além do castelhano, o catalão e o português), tais como o inglês, o francês e o alemão.
A presença de judeus e de comunidades judaicas organizadas na Europa está referenciada em documentos romanos.
Durante a primeira dinastia assumem variados cargos públicos, e apesar da faceta marcadamente cristã do reino e o aparecimento de algumas ordenações a limitar os locais de culto, atividades que podiam praticar, professam a sua fé publicamente.
O caso mais revelador desta tolerância talvez seja o de Yahia Ben Yahia, no reinado de Afonso Henriques.

## Século XV
Em Portugal, a 5 de Dezembro de 1496 o Rei D. Manuel como parte das contrapartidas para casar com Isabel de Aragão, cujos pais (os reis católicos) em 1492 através do decreto de Alhambra haviam expulso os judeus, teve de ter atitude idêntica. Assim, só restavam aos  judeus portugueses converterem-se ao cristianismo ou o exílio sob pena de morte.
Apesar de não ser uma prática tão disseminada em Portugal como na Europa de Leste Central, há referências a massacres de judeus, semelhantes aos pogroms, como foi o caso do massacre de Lisboa de 1506, onde centenas de judeus foram assassinados.
Posteriormente, com a introdução da Inquisição, outra das condições impostas pelos Reis Católicos para o segundo casamento de Rei D. Manuel com Maria de Castela, a perseguição assumiu contornos mais metódicos e cruéis, com confissões obtidas sob tortura, e os auto de fé para aqueles que fossem descobertos professar em segredo.
Entre os perseguidos estiveram os descendentes de Pedro Nunes, ou as ossadas de Garcia da Orta, exumadas e queimadas em auto de fé na Índia. Entre os que fugiram para o exilo na Europa do Norte ou na Turquia, estavam Manuel Dias Soeiro (Menasseh ben Israel) e os pais de Baruch Espinoza, entre outros.
Com o êxodo da comunidade judaica, Portugal viu igualmente desaparecer uma grande quantidade da sua comunidade de médicos, empresários e banqueiros. Dessa expulsão se beneficiaram as regiões que acolheram os judeus portugueses já que eles emigraram de Portugal para regiões como a Holanda ou a Flandres, levando consigo seus conhecimentos técnicos e a parte de suas riquezas que conseguiram.

## Séculos XVI ao XIX
Por esta altura estima-se que houvesse várias comunidades de Marranos que professavam em segredo, e que com o tempo se foram dissolvendo na sociedade, sobretudo nos centros urbanos. No interior, pelo contrário seguiram um de dois caminhos distintos: a assimilação nas populações locais, ou fecharem-se cada vez mais sobre si próprias.
Destas últimas, é através das mulheres que a herança judaica é mantida e transmitida, numa curiosa alteração de papéis face ao judaísmo tradicional. As comunidades remanescentes vão acabar por ficar restritas à Beira Interior, vivendo de uma forma geral numa aparente conformidade com os vizinhos cristãos, isto apesar das suspeitas e comentário populares nunca terem deixado de existir.

## Século XX ao presente
A Revolução Liberal e a extinção da Inquisição, a 31 de Março de 1821, assim como reconhecimento oficial da liberdade de culto durante Primeira República não alteram a vida isolada das cada vez menos numerosas comunidades de marranos da Beira Interior, tal como não teve impacto visível o estabelecimento de uma comunidade judaica pública desde os anos de 1810.
Apesar de muitos dos judeus que se estabeleceram em Portugal serem de ascendência ibérica, já não são marranos; adotaram o rito askenazi e depois de 400 anos de separação, os marranos são-lhes estranhos.[carece de fontes?]
Reduzidos à Comunidade de Belmonte e a algumas famílias na região da Covilhã nos anos de 1910, os marranos são "descobertos" e tornados públicos , nos anos 1920, pelo Capitão de Barros Basto, ele próprio um marrano convertido.
A integração dos marranos de Belmonte  e da Covilhã, e as suas relações com a Comunidade Israelita não foram fáceis; e o processo de integração das duas comunidades teria ainda um caminho longo a percorrer, até à abertura da sinagoga.
Actualmente os marranos de Belmonte, para além do Templo, contam ainda com um museu e um rabi, e viram o seu estatuto de cripto-judeus reconhecido por Israel. Os marranos de Lisboa utilizam a Sinagoga Ohel Jacob em Lisboa e são reconhecidos pelo movimento reformista.